# Edytor poziomów

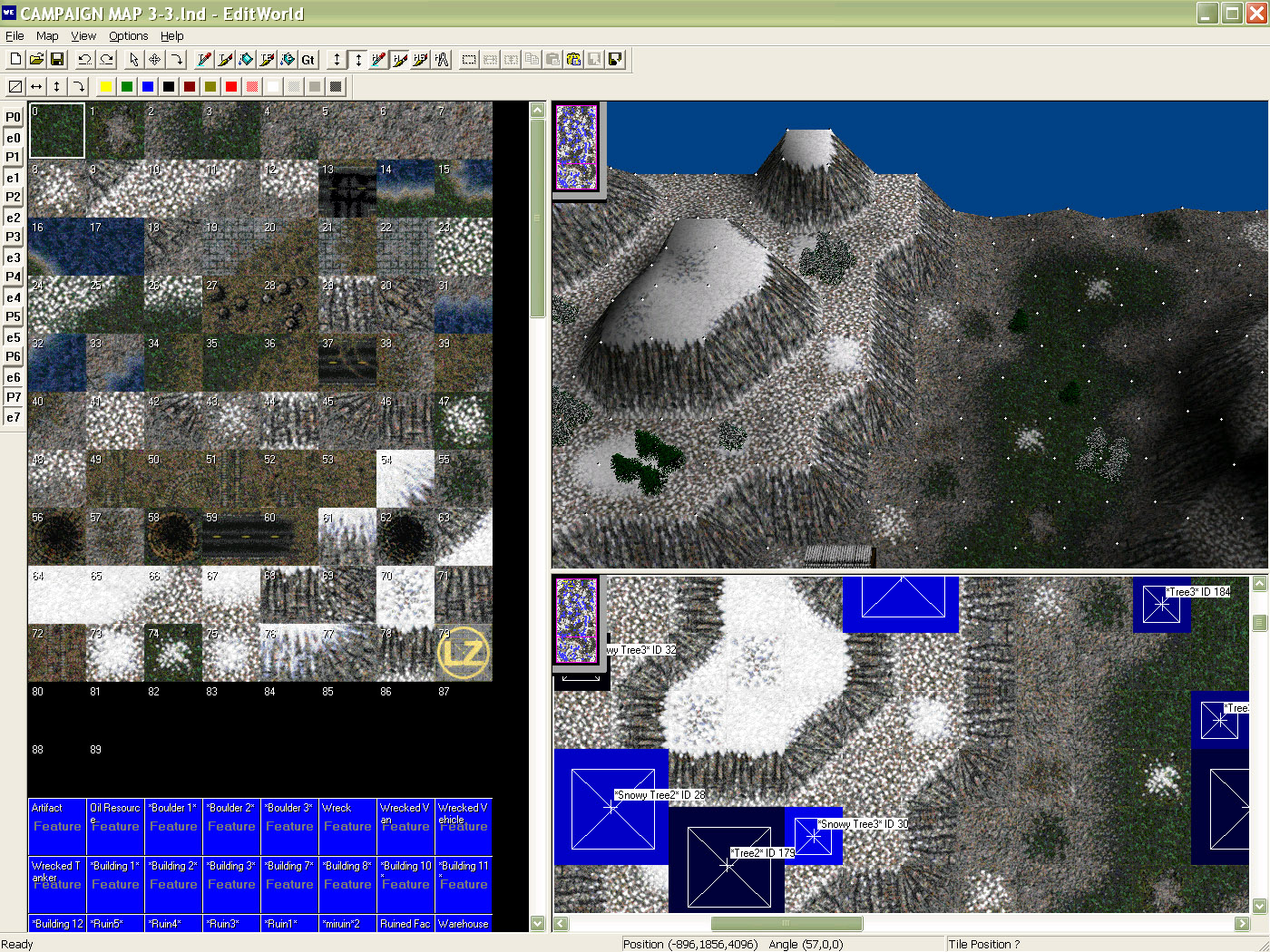
Zrzut ekranu przedstawiający edytor poziomów w grze Warzone 2100.

Edytor poziomów (lub też edytor map) – oprogramowanie używane do tworzenia poziomów, misji, scenariuszy lub „map” do gier komputerowych. Niekiedy edytory są integralną częścią samej gry lub dodawane są jako oddzielny program. Bardzo często do rąk zwykłych użytkowników oddaje się podobne narzędzia do tych, w których tworzono grę.
Osobę tworzącą poziomy w grach nazywa się projektantem poziomów.